# ФК Политехника Темишвар
ФК Политехника Темишвар (рум. Fotbal Club Universitar Politehnica Timişoara) је бивши фудбалски клуб из Темишвара у Румунији.

## Историја
Клуб је на основу предлога професора математике Трајна Лалескуа на Техничком факултету у Темишвару, касније ректора, основан 1921. године и од тада је променио више имена:
- 1921 : основан је клуб под именом FC Politehnica Timişoara
- 1948 : клуб се преименује у CSU Timişoara
- 1950 : клуб се преименује у Ştiinţa Timişoara
- 1966 : клуб се преименује у FC Politehnica Timişoara
- 2002 : клуб се преименује у FC Politehnica AEK Timişoara
- 2004 : клуб се преименује у FCU Politehnica Timişoara
- 2007 : клуб се преименује у FC Politehnica Știința 1921 Timișoara
- 2008 : клуб се преименује у FC Timișoara

Средином деведесетих година прошлог века клуб је одбачен од свог оснивача Политихника универитета Темишвар.
Клуб је купио Италијан Клаудио Замброн. После сукоба са медијима и окружењем, Заброн је екипу преселио у Букурешт, да би 2002. са АЕК Букурешт био формиран нови клуб Поли АЕК, који се вратио у матични Темишвар.
Марта 2007. године Спортски суд у Лозани озваничио је да Поли АЕК не сме да носи име и користи грб Политехнике, што је изазвало протесте око 100.000 навијача у центру Темишвара. Најватреније присталице су потом основали Политехнику која се такмичи у Трећој лиги, а игра у једном селу на шуту ка Букурешту. 2007. клуб мења име у ФК Политехника Штинта 1921 Темишвар, али је Арбитражни суд за спорт закључио да је то име лако помешати са клубом италијана Замброна који се такмичи у четвртој лиги, па су морали поново да га промене до 30. јуна 2008, од када клуб носи ново име - ФК Темишвар. Новембра 2010. уставни суд је одбацио захтев Замброна и вратио клубу (тренутном ФК Темишвару) своје боје, старо име ФК Политехника Темишвар и старе резултате.
Иако је клуб завршио сезону 2010/11. на другом месту у Првој лиги, избачен је у Другу лигу након што је Фудбалски савез Румуније одбио да изда лиценцу потребну за играње у елитном рангу због неизмирених дуговања, да би 2012. године клуб био угашен.

## Успеси клуба
- Прва лига Румуније
  - Вицепрвак (2): 2008/09, 2010/11.
- Куп Румуније
  - Освајач (2): 1957/58, 1979/80.
  - Финалиста (6): 1973/74, 1980/81, 1982/83, 1991/92, 2006/07, 2008/09.

## ФК Политехника у европским куповима
| Сезона  | Такмичење            | Ранг         | Земља                                            | Клуб               | Резултат     |
| ------- | -------------------- | ------------ | ------------------------------------------------ | ------------------ | ------------ |
| 1958.   | Дунав куп            | осинафинала  | Чешка                                            | Динамо Праг        | 3:5, 3:0     |
|         |                      | четвртфинале | Социјалистичка Федеративна Република Југославија | Раднички Београд   | 2:4, 1:3     |
| 1978/79 | УЕФА куп             | 1 коло       | Мађарска                                         | ВМ Будимпешта      | 2:0, 1:2     |
|         |                      | 2 коло       | Мађарска                                         | Хонвед             | 0:4, 2:0     |
| 1980/81 | Куп победника купова | 1 коло       | Шкотска                                          | Селтик             | 1:2, 1:0     |
|         |                      | осминафинала | Енглеска                                         | Вест Хем јунајтед  | 0:4, 1:0     |
| 1981/82 | Куп победника купова | кв.          | Источна Немачка                                  | Локомотива Лајпциг | 2:0, 0:5     |
| 1990/91 | УЕФА куп             | 1 коло       | Шпанија                                          | Атлетико Мадрид    | 2:0, 0:1     |
|         |                      | 2 коло       | Португалија                                      | Спортинг           | 0:7, 2:0     |
| 1992/93 | УЕФА куп             | 1 коло       | Шпанија                                          | Реал Мадрид        | 1:1, 0:4     |
| 2008/09 | УЕФА куп             | 1 коло       | Србија                                           | Партизан           | 1:2, 0:1     |
| 2009/10 | Лига шампиона        | 3. коло кв.  | Украјина                                         | Шахтар Доњецк      | 2:2, 0:0 пгг |
|         |                      | 4. коло кв.  | Њемачка                                          | Штутгарт           | 0:2, 0:0     |
| 2009/10 | УЕФА Лига Европе     | Група        | Холандија                                        | Ајакс              | 0:0, 1:2     |
|         |                      | Група        | Белгија                                          | Андерлехт          | 0:0, 1:3     |
|         |                      | Група        | Хрватска                                         | Динамо Загреб      | 0:3, 2:1     |
| 2010/11 | УЕФА Лига Европе     | 3. коло кв.  | Финска                                           | МјуПа              | 2:1, 3:3     |
|         |                      | 4. коло кв.  | Енглеска                                         | Манчестер сити     | 0:1, 0:2     |

## Збирни европски резултати
Стање 30. август 2008.
| Такмичење                   | ИГ. | Д  | Н | ИЗ. | ГД | ГП |
| --------------------------- | --- | -- | - | --- | -- | -- |
| Лига шампиона               | 4   | 0  | 3 | 1   | 2  | 4  |
| Куп победника купова        | 6   | 3  | 0 | 3   | 5  | 11 |
| УЕФА куп                    | 22  | 6  | 4 | 12  | 20 | 38 |
| Интертото куп               | 0   | 0  | 0 | 0   | 0  | 0  |
| I. Укупно УЕФА такмичења    | 32  | 9  | 7 | 16  | 27 | 53 |
| Митропа куп                 | 4   | 1  | 0 | 3   | 9  | 12 |
| Куп сајамских градова       | 0   | 0  | 0 | 0   | 0  | 0  |
| II. Укупно остала такмичења | 4   | 1  | 0 | 3   | 9  | 12 |
| Укупно I. + II.             | 36  | 10 | 7 | 19  | 36 | 65 |

## Састав
Стање 1. септембар 2008.
| Број       | Земља               | Име                | Рођен               | Позиција | Трансфер | Ранији клуб           |
| Голмани    | Голмани             | Голмани            | Голмани             | Голмани  | Голмани  |                       |
| ---------- | ------------------- | ------------------ | ------------------- | -------- | -------- | --------------------- |
| 29         | Румунија            | Костел Пантилимон  | 1. фебруар 1987.    | Г        | 2005     | Aerostar Bacău        |
| 99         | Португалија         | Педро Таборда      | 22. јул 1976.       | Г        | 2008     | Навал                 |
| Одбрана    |                     |                    |                     |          |          |                       |
| 2          | Бразил              | Едер               | 3. април 1981.      | О        | 2008     | Лирија                |
| 3          | Румунија            | Јасмин Латовљевић  | 11. мај 1986.       | О        | 2005     | ЧФР Темишвар          |
| 4          | Словачка            | Милош Брезински    | 2. април 1984.      | О        | 2007     | Спарта Праг           |
| 6          | Босна и Херцеговина | Кенан Чевјановић   | 9. август 1986.     | О        | 2008     | ФК Слобода Тузла      |
| 7          | Румунија            | Стелијан Станчу    | 22. септембар 1981. | О        | 2007     | ФК Стеауа Букурешт    |
| 13         | Србија              | Сретен Сретеновић  | 15. фебруар 1985.   | О        | 2008     | ФК Бенфика            |
| 16         | Румунија            | Срђан Лукин        | 13. март 1986.      | О        | 2006     | ФК Баја Маре          |
| 17         | Словачка            | Балаж Борбели      | 2. октобар 1979.    | О        | 2007     | ФК Петржалка 1898     |
| 25         | Португалија         | Карлос Милхазес    | 17. март 1981.      | О        | 2008     | ФК Рио Аве            |
| 30         | Румунија            | Валентин Бадои     | 16. децембар 1975.  | О        | 2008     | ФК Стеауа Букурешт    |
| Средњи ред |                     |                    |                     |          |          |                       |
| 5          | Румунија            | Дан Алекса         | 28. октобар 1979.   | С        | 2006     | ФК Динамо Бујурешт    |
| 8          | Словенија           | Даре Вршић         | 26. септембар 1984. | С        | 2008     | ФК Жилина             |
| 10         | Јерменија           | Artavazd Карамијан | 14. новембар 1979.  | С        | 2007     | ФК Рапид Букурешт     |
| 23         | Аргентина           | Хосе Луис Гарсија  | 18. април 1985.     | С        | 2007     | Municipal Liberia     |
| 31         | Нигерија            | Абиодун Агунбијаде | 2.јануар 1983       | С        | 2007     | ФК Национал Букурешт  |
| Напад      |                     |                    |                     |          |          |                       |
| 9          | Костарика           | Винстон Паркс      | 12. октобар 1981.   | Н        | 2008     | ФК Alajuelense        |
| 11         | Јерменија           | Арам Карамијн      | 14. новембар 1879.  | Н        | 2007     | Ceahlăul Piatra-Neamţ |
| 15         | Румунија            | Мирчеа Аксенте     | 14. март 1987.      | Н        | 2006     | ФК Темишвар           |
| 18         | Румунија            | Гигел Букур        | 8. април 1980.      | Н        | 2005     | Sportul Studenţesc    |
| 19         | Словенија           | Дејан Русић        | 5. децембар 1982.   | Н        | 2007     | НК Публукум Цеље      |
| 21         | Румунија            | Дориан Гога        | 2. јули 1984.       | Н        | 2008     | ФК Универзитатеа Клуж |
| 27         | Чешка               | Лукаш Магера       | 17. јануар 1983.    | Н        | 2008     | ФК Бањик Острава      |